# Daphniphyllaceae
Daphniphyllaceae is een botanische naam, voor een familie van tweezaadlobbige planten. Een familie onder deze naam wordt algemeen erkend door systemen voor plantentaxonomie, en ook door het APG-systeem (1998) en het APG II-systeem (2003).
Het gaat om een heel kleine familie, van houtige planten die voorkomen in Oost en Zuidoost Azië.
In het Cronquist systeem (1981) werd de familie in een eigen orde geplaatst (Daphniphyllales).